# كيرتس ميلندر
كيرتس ميلندر (بالإنجليزية: Curtis Millender؛ مواليد 1 ديسمبر 1987) هو مُقاتل فنون قتالية مختلطة أمريكي.

## وصلات خارجية
- كيرتس ميلندر على موقع يو إف سي (الإنجليزية)
- كيرتس ميلندر على موقع بيلاتور (الإنجليزية)
- كيرتس ميلندر على موقع شيردوغ (الإنجليزية)
- كيرتس ميلندر على موقع IMDb (الإنجليزية)
- كيرتس ميلندر على موقع قاعدة بيانات الفيلم (الإنجليزية)